# D (определение информационного языка)
D — набор требований, предложенных Кристофером Дейтом и Хью Дарвеном в их книге под названием «Основы будущих систем баз данных. Третий манифест» и выдвигаемых к языку, являющемуся языком запросов для истинно реляционной СУБД.
D сам по себе не является непосредственно языком.

## Обзор
D является концепцией — набором требований, выдвинутых Дейтом и Дарвеном к тому, что является языком запросов к реляционной СУБД в их понимании. Tutorial D — абстрактное воплощение концепции D, описанное и использованное в «Третьем манифесте». Конкретные воплощения D не обязательно должны обладать схожим с Tutorial D синтаксисом. Они должны лишь содержать определённые возможности, и, в свою очередь, исключать набор других, считающихся неудачными. Тем не менее, корректные воплощения D могут содержать дополнительные возможности, находящиеся за гранью области реляционных баз данных.

## Воплощения

### TutorialD (УчебныйD)
Tutorial D является абстрактной реализацией языка D, описан и используется в «Третьем Манифесте». Цель языка Tutorial D — продемонстрировать, какой может быть реализация D. Его предназначение — чисто образовательное.

### IndustrialD (ПромышленныйD)
В то время, как Tutorial D является чисто учебным языком, любое относительно реальное воплощение языка D, программная реализация которого предполагает производственное использование, называется Industrial D.

## Программные реализации
Первая программная реализация D — D4, написанный на C#. D4 — основной язык СУБД Dataphor производства компании «Alphora». Помимо него, существуют Rel, Opus, Duro и Dee. Все они относятся к «Industrial D» (несмотря на то, что Rel называет себя «Tutorial D»).